# Bertrand Ramcharan
Bertrand G. Ramcharan (Diamond, 27 de abril de 1943) es un abogado y diplomático guyanés, que se ha desempeñado como funcionario de la Organización de las Naciones Unidas. Fue interinamente Alto Comisionado de las Naciones Unidas para los Derechos Humanos entre 2003 y 2004. 

## Biografía
Nacido en Diamond (en la región de Demerara-Mahaica, Guyana) en 1943, estudió abogacía en el Reino Unido, realizando un doctorado en derecho internacional en London School of Economics en 1973.
Desarrolló su carrera en la Organización de las Naciones Unidas (ONU), siendo asistente del director del Centro de Derechos Humanos entre 1975 y 1987, y redactor jefe de discursos del Secretario General Javier Pérez de Cuéllar (1988-1992). En los años siguientes fue director de la Oficina del Representante Especial para el Secretario General Butros Butros-Ghali en la Fuerza de Protección de las Naciones Unidas (UNPROFOR por sus siglas en inglés) en Yugoslavia, asesor de los negociadores de paz en ese mismo país, y director de la división de África en el Departamento de Asuntos Políticos de las Naciones Unidas entre 1996 y 1998. Entre 1991 y 1998 fue también Comisionado de la Comisión Internacional de Juristas y miembro de la Corte Permanente de Arbitraje.
Se desempeñaba como Alto Comisionado adjunto para los Derechos Humanos cuando el Alto Comisionado Sergio Vieira de Mello fue asesinado en Irak en agosto de 2003, quedando de forma interina al frente de la Oficina hasta julio de 2004, cuando fue sucedido por Louise Arbour.
En el ámbito académico, ha publicado libros y artículos, siendo además profesor adjunto en la Universidad de Columbia. También fue director de estudios en la Academia de Derecho Internacional de La Haya, profesor en el Instituto Universitario de Altos Estudios Internacionales en Ginebra y rector de la Universidad de Guyana.
En 2011 fue designado primero presidente de la ONG UPR Info.